# Letti gemelli (film 1942)
Letti gemelli è un film del 1942, diretto dal regista Tim Whelan.